# Já, portrét-krajina
Obraz Já, portrét-krajina (někdy označován též Vlastní podobizna) je považován za jedno ze stěžejních děl francouzského malíře Henri Rousseaua a patří k jeho nejčastěji reprodukovaným obrazům. Je součástí sbírky Národní galerie v Praze, kde je vystaven v expozici francouzského umění ve Veletržním paláci v Praze pod názvem Já, portrét-krajina, což odpovídá francouzskému názvu (Moi-même, portrait-paysage).

## Popis
Olej na plátně 143 × 110,5 cm z roku 1890, signovaný autorem v levém dolním rohu. Obraz, který restaurovala v 60. letech 20. století Věra Frömlová–Zezuláková, byl podroben rentgenové analýze a zkoumán luminiscencí. Bylo potvrzeno, že ke změně v kompozici postavy došlo už v průběhu malby.
Dílo vzniklo bezprostředně po Světové výstavě v Paříži roku 1889 a zachycuje jeden z balonů, které umožňovaly návštěvníkům pohled na město z výšky, nebo Eiffelovu věž, která byla původně jen dočasnou stavbou a roku 1909 měla být demontována. Loď v pozadí je patrně odkaz na transoceánský parník Touraine, který po dobu výstavy kotvil na Seině. V pozadí je také původní podoba Pont du Carrousel.
Malíř sám sebe namaloval ve svátečním černém obleku a s paletou, na které jsou jména jeho dvou manželek – Clémence († 1888) a Joséphine (druhé bylo domalováno až po svatbě roku 1899 a překrylo jméno Rousseauovy známé Marie). Odznak s akademickou palmou v knoflíkové dírce doplnil Rousseau po roce 1891, kdy se stal učitelem kreslení na l'Association philotechnique. Tento autoportrét je na počátku série portrétů pod širým nebem, které malíř považoval za svůj vynález a nazýval je Portréty-krajiny (portait-paysage).
Obraz je autobiografickým vyznáním a vyjádřením sebevědomí 46letého Henri Rousseaua, který ho komponoval jako důstojnou alegorii malířství. Má základní význam pro poznání malířovy psychologie a jeho ctižádostivých snů, ale ukazuje také přehled dosažených dovedností. V chronologii díla představuje mezník, uzavírající první období jeho tvorby. Malíř, aniž by se řídil nějakým vzorem, dokázal samostatně vyřešit uspořádání prostorových plánů a perspektivy. Figura nese svědectví o problému se zasazením do prostoru a na obraze je dosud patrná stopa po nohou, které ještě v průběhu malby Rousseau zkrátil a přemaloval. Na druhé straně obraz ukazuje celou šíři malířovy zkušenosti v práci s barvami. Jeho kresba je tvrdá, ale pružnost v užití barev mu umožňuje dosažení účinku atmosférické perspektivy.
Henri Rousseau ovlivnil řadu malířů (včetně Pabla Picassa) a již ve 30. letech byl řazen k malířské moderně. Krátce po druhé světové válce začal být vysoce oceňován uměleckou kritikou a řazen mezi průkopníky moderního umění stejně významné jako např. Vincent van Gogh. Jeho umění se vymyká jednoduché interpretaci a dává na vědomí, že nic z věcí, zobrazených jako realita, ve skutečnosti neexistuje. Intenzita malířského účinku jeho obrazů snese srovnání s mistrovskými díly italského patnáctého století. Rousseau byl schopen s naprostou jistotou sladit linie a barvy do abstraktních harmonií. Jeho typicky soustředěná forma bytostně odpovídala tehdy aktuální a avantgardní malířské mluvě.

### Historie obrazu
Malíř vystavil tento obraz poprvé na šestém Salonu nezávislých v Paříži roku 1890 (20. března – 27. dubna) v síni Pavillon de la Ville de Paris, Champs Elysées. Obraz spolu s dalšími díly koupili roku 1910 Jastebzoffovi za celkem 475 franků. V roce 1923 byl vystaven na přehlídce Francouzské umění 19. a 20. století v Praze, odkud ho do své sbírky koupila Národní galerie. Byl pak vystaven v Paříži (1947, 1960, 1964) a v Benátkách (1950).
Některé motivy obrazu (příď lodi, stožár, Eiffelovu věž a most) převzal pro svůj obraz La ville de Paris (1912) Robert Delaunay.

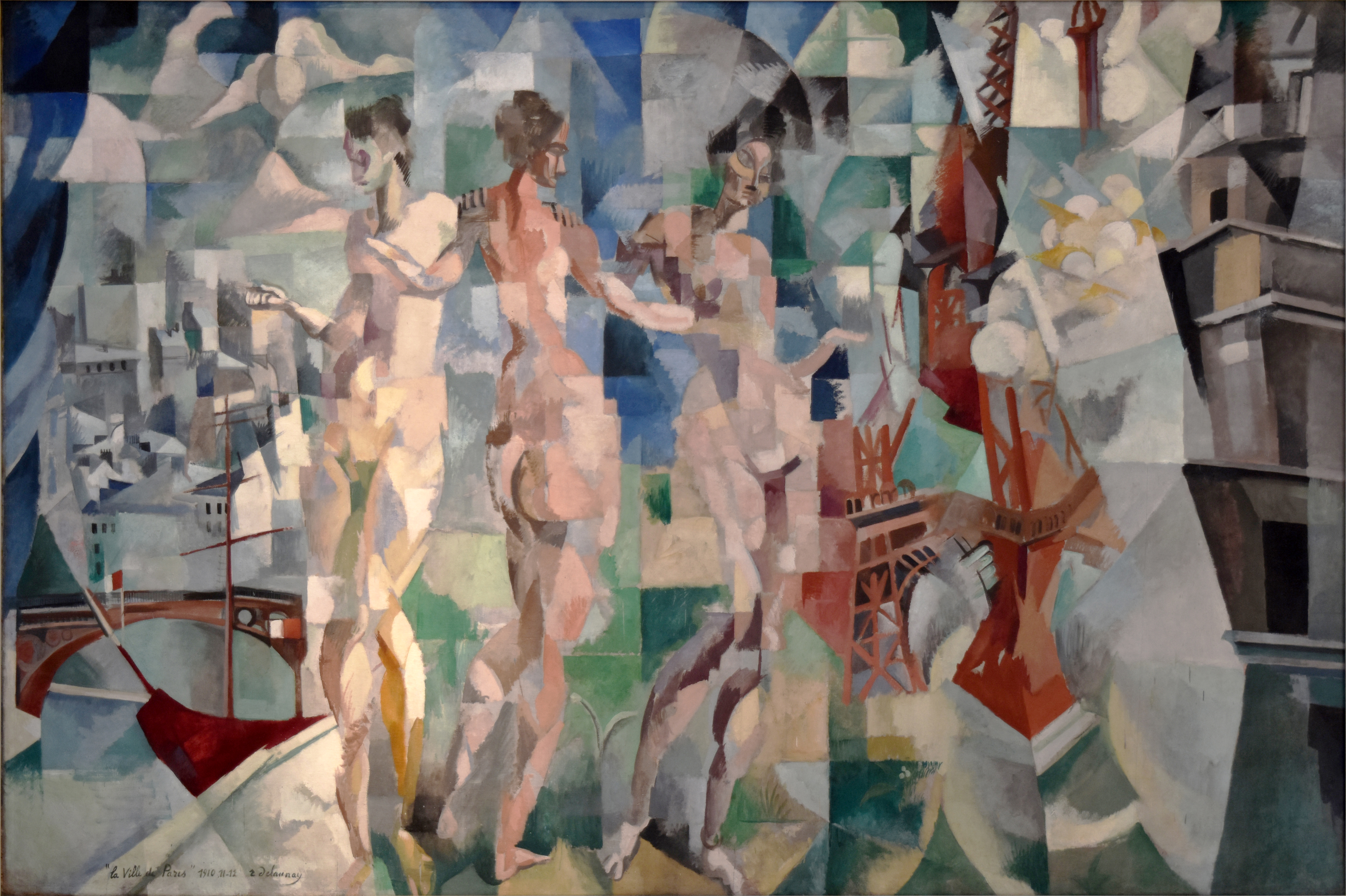
Robert Delaunay, 1912, La Ville de Paris, oil on canvas, 267 × 406 cm, Musée d'Art Moderne de la ville de Paris